# 东方省 (古巴)
東方省（西班牙語：Provincia de Oriente），音译为奥连特省，是一個古巴政府於1976年7月3日撤銷的該國省份，東方省在1976年之前是古巴最東邊的省份。目前東方省被分為五個不同的省份，分別是：拉斯圖納斯省、格拉瑪省、奧爾金省、聖地牙哥省、關塔那摩省。